# Biedenkopf
Biedenkopf is een gemeente in de Duitse deelstaat Hessen, gelegen in de Landkreis Marburg-Biedenkopf. De stad telt 13.491 inwoners.

## Geografie
Biedenkopf heeft een oppervlakte van 90,33 km² en ligt in het centrum van Duitsland, iets ten westen van het geografisch middelpunt.

## Delen van Biedenkopf
- Biedenkopf
- Breidenstein
- Dexbach
- Eckelshausen
- Engelbach
- Katzenbach
- Kombach
- Wallau
- Weifenbach

Amöneburg ·
Angelburg ·
Bad Endbach ·
Biedenkopf ·
Breidenbach ·
Cölbe ·
Dautphetal ·
Ebsdorfergrund ·
Fronhausen ·
Gladenbach ·
Kirchhain ·
Lahntal ·
Lohra ·
Marburg ·
Münchhausen ·
Neustadt (Hessen) ·
Rauschenberg ·
Stadtallendorf ·
Steffenberg ·
Weimar (Lahn) ·
Wetter (Hessen) ·
Wohratal